# Sámson Mária
Sámson Mária (Vass Béláné; Székely Rudolfné) (Teke/Marosvásárhely, 1893. május 9. – Los Angeles, 1941. november 12.) operaénekes (szoprán).

## Életpályája
1914-ben végzett az Országos Magyar Királyi Zeneakadémia hallgatójaként. 1914–1915 között a budapesti Magyar Állami Operaház ösztöndíjasa, 1915–1921 között operaénekese volt. 1921 után New Yorkban élt. 1927-től a New York-i Capitol tagja volt. 1936–1937 között a New York-i Hippodrom tagja volt. 1939-től Hollywoodban élt.
Öngyilkos lett.

## Magánélete
1927-ben házasságot kötött Vass Béla orvossal. Harmadik férje, Székely Rezső énekes-tanár volt.

## Szerepei
- Puccini: Bohémélet – Mimi
- Humperdinck: Jancsi és Juliska – Ébresztő tündér; Juliska
- Wagner: Tannhauser – Pásztorfiú
- Erkel Ferenc: Névtelen hősök – 1. nyoszólyólány
- Zichy Géza: II. Rákóczi Ferenc – A gyermek Rákóczi Ferenc, Zrínyi Ilona fia
- Zichy Géza: Nemo – Lackó
- Goldmark Károly: Sába királynője – Astaróth
- Wagner: Az istenek alkonya – Woglinde
- Nicolai: A windsori víg nők – Reich Anna
- Gluck: Orfeusz – Ámor
- Puccini: Pillangókissszony – Cso-cso-szán
- Bizet: Carmen – Micaela
- Thomas: Mignon – Mignon
- d'Albert: A hegyek alján – Nuri
- Mozart: A varázsfuvola – Pamina
- Krausz Mihály: Marika – Marika